# Tocqueville (Eure)
Tocqueville ist eine französische Gemeinde mit 143 Einwohnern (Stand: 1. Januar 2022) im Département Eure in der Region Normandie. Sie gehört zum Arrondissement Bernay und zum Kanton Bourg-Achard. Die Einwohner werden Tocquevillais genannt.

## Geographie
Tocqueville liegt etwa 40 Kilometer ostsüdöstlich von Le Havre. Umgeben wird Tocqueville von den Nachbargemeinden Bourneville-Sainte-Croix im Norden, Osten und Süden sowie Trouville-la-Haule im Westen und Nordwesten.

## Bevölkerungsentwicklung
| Jahr                       | 1962 | 1968 | 1975 | 1982 | 1990 | 1999 | 2006 | 2013 | 2020 |
| Einwohner                  | 96   | 93   | 127  | 121  | 143  | 131  | 119  | 144  | 155  |
| Quellen: Cassini und INSEE |      |      |      |      |      |      |      |      |      |

## Sehenswürdigkeiten
- Kirche Saint-Gourgon aus dem 16. Jahrhundert

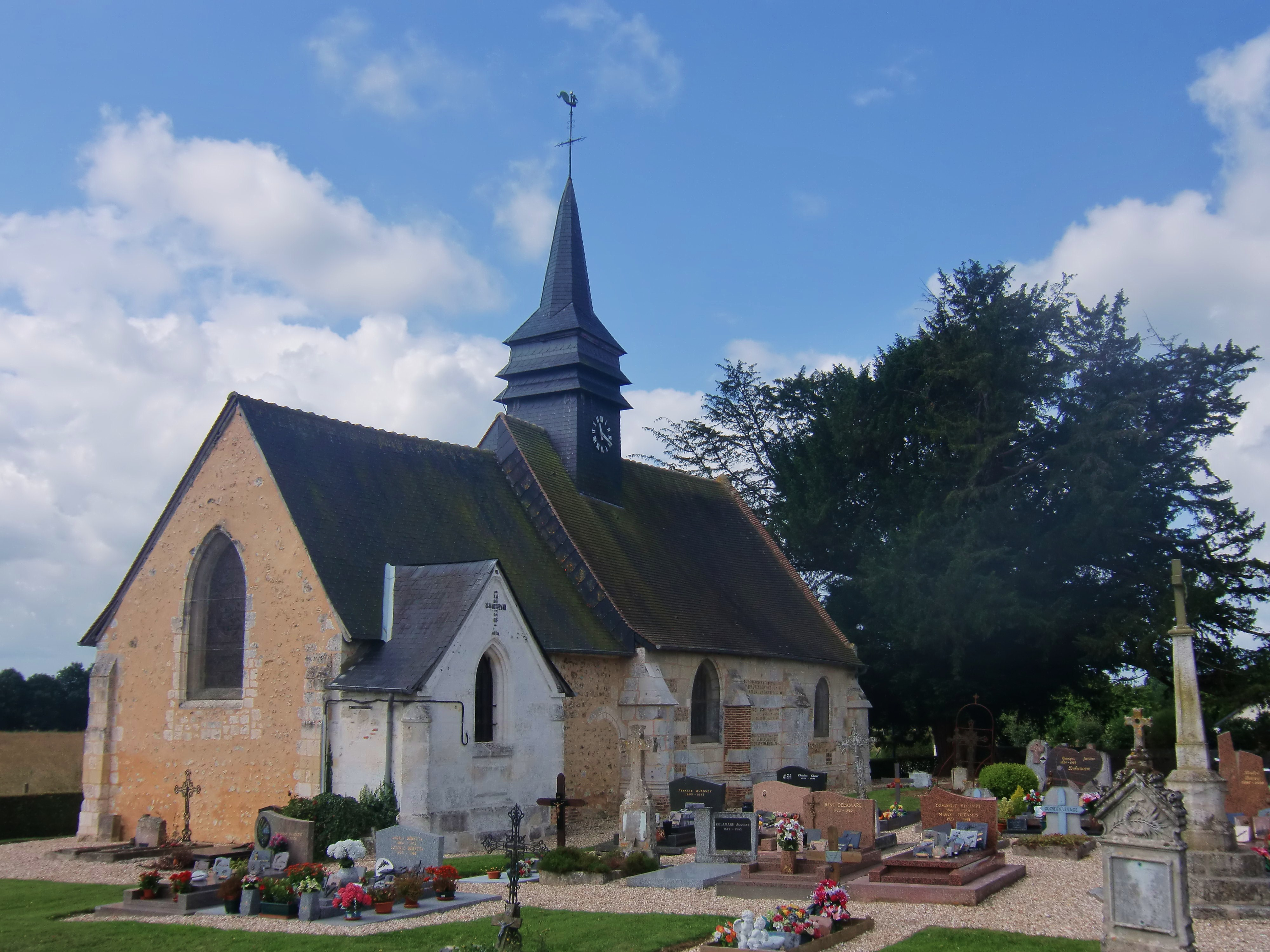
Kirche Saint-Gourgon